# Harry Bicket
Harry Bicket (Liverpool, 1961) è un direttore d'orchestra, clavicembalista e organista britannico.

## Biografia
Bicket compie i suoi studi al Radley College di Oxford, mentre era insegnante d'organo al Royal College of Music. In seguito è stato vice organista alla  Westminster Abbey, e ha insegnato presso la St George's Chapel al Castello di Windsor, poi all'Università di Oxford.
Come organista e clavicembalista ha collaborato con diverse orchestre barocche, come la Academy of Ancient Music, il The English Concert, il The Monteverdi Choir and Orchestre, e con la Philharmonia Orchestra e la City of Birmingham Symphony Orchestra.
Dopo aver già guidato diverse orchestre sia in opere liriche che in concerti di musica classica, diventa noto quando nel 1996 assume la direzione dell'opera Theodora di Georg Friedrich Händel, prodotta da Peter Sellars.  Nel 2003 dirige ancora Theodora a Glyndebourne nell'ambito del Glyndebourne Festival Opera.
Nel 2003 debutta al Royal Opera House Covent Garden, dirigendo l'opera Orlando di Georg Friedrich Händel alla guida dell'Orchestra of the Age of Enlightenment. Lo stesso anno ha modo di dirigere anche Theodora e Rodelinda per il Glyndebourne Opera Festival. Nel 2005, Bicket fa il suo debutto al Teatro Metropolitan, dirigendo Rodelinda.
Nell'ottobre del 2006 venne designato a succedere come direttore del The English Concert, incarico che assume nel settembre 2007.

## Discografia
- 2004 - Handel, Renee Fleming, Harry Bicket e Orchestra of the Age of Enlightenment (Decca)
- 2007 - Great Handel, Harry Bicket e Orchestra of the Age of Enlightenment (EMI Classics)
- 2008 - Bach: Sacred Arias & Cantatas, Harry Bicket e English Concert (Virgin Classics)